# Olhiwka (obwód kirowohradzki)
Olhiwka (ukr. Ольгівка) – wieś na Ukrainie, w obwodzie kirowohradzkim, w rejonie kropywnyckim, w hromadzie Nowhorodka. W 2001 liczyła 11 mieszkańców.